# Rhummel
Le Rhummel aussi Rummel (arabe : وادي الرمال), est le plus important cours d'eau de Constantine en Algérie.

## Géographie
L'Ampsaga était le nom antique du Rhumel,. L’Encyclopédie de Diderot et d’Alembert le nomme Suffegmar. Il prend sa source dans les monts de Ferdjioua (Mila), puis pénètre sur les plateaux de Constantine, où sa vallée décrit une série de sinuosités. Il se resserre ensuite très sensiblement au nord de Aïn Smara où il forme alors une boucle presque fermée et s'infiltre entre les tables calcaires du Djebel El Hadjar et du plateau de Aïn El Bey en conservant une direction générale sud-ouest/nord-est.
Le Rhummel coule ensuite vers la cité Boussouf au voisinage immédiat des ravins. Son lit dessine encore plusieurs courbes, puis devient très étroit au lieu-dit « les arcades romaines ». La vallée du Rhummel mène à l'entrée des gorges du Kheneg, dont l'énorme pilier oriental, appelé "montagne de Tiddis", héberge les ruines d'une importante cité berbère puis romaine, du nom de Tiddis, explorée par l'archéologue André Berthier. Non loin se trouve le village de Messaoud Boudjriou (ex-Aïn-Kerma) et son ancienne mine d'antimoine.
Le bas Rhummel (ou Oued-el-Kebir) franchit les chaînes numidiques dans des gorges profondes puis va se jeter dans la mer à l'est du golfe de Jijel.

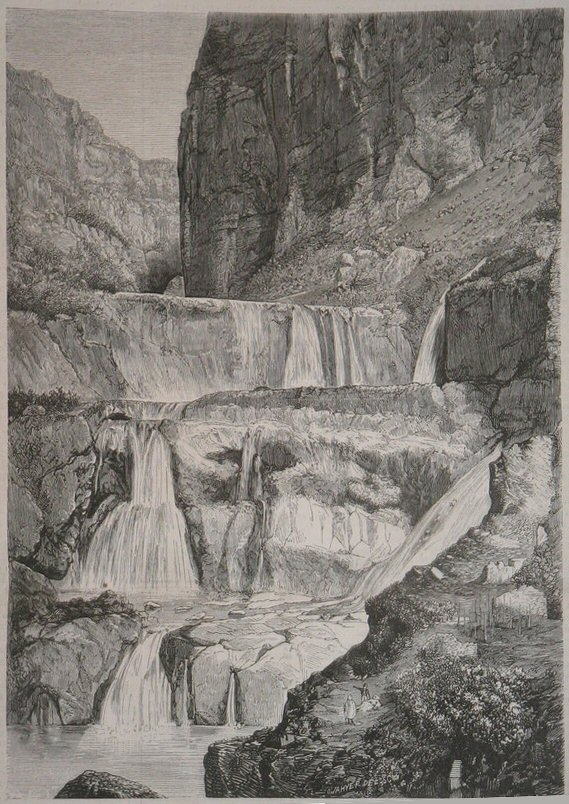
Cascade de l'Oued-el-Rhummel (gravure de 1856)
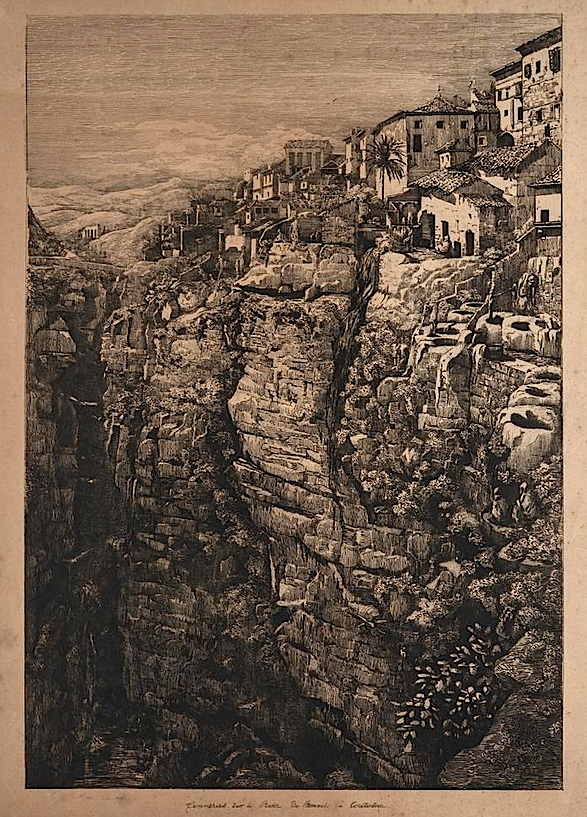
Vue des tanneries par Gabrielle Niel (gravure, 1872)
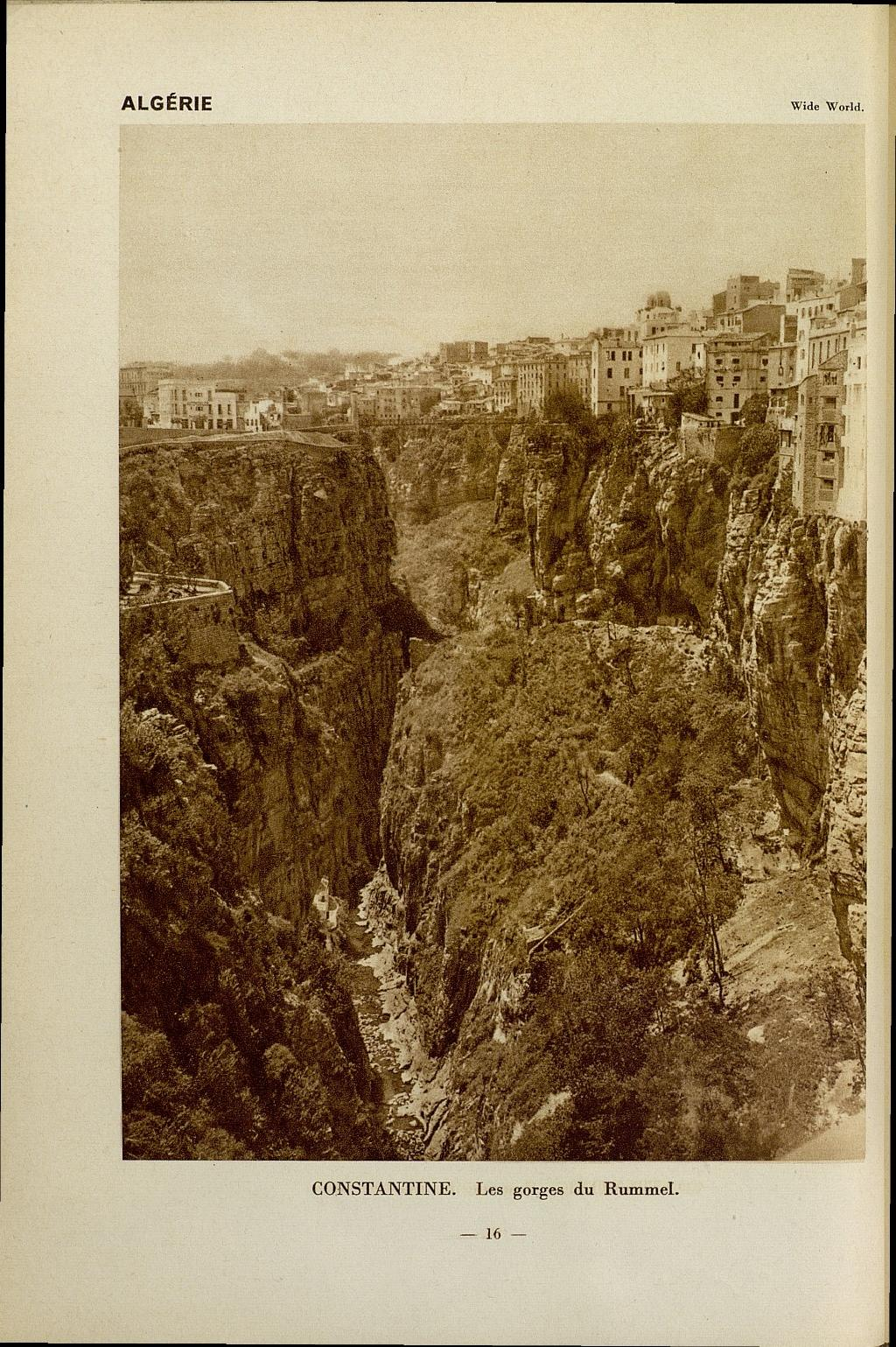
Les gorges en 1931 (photographie)
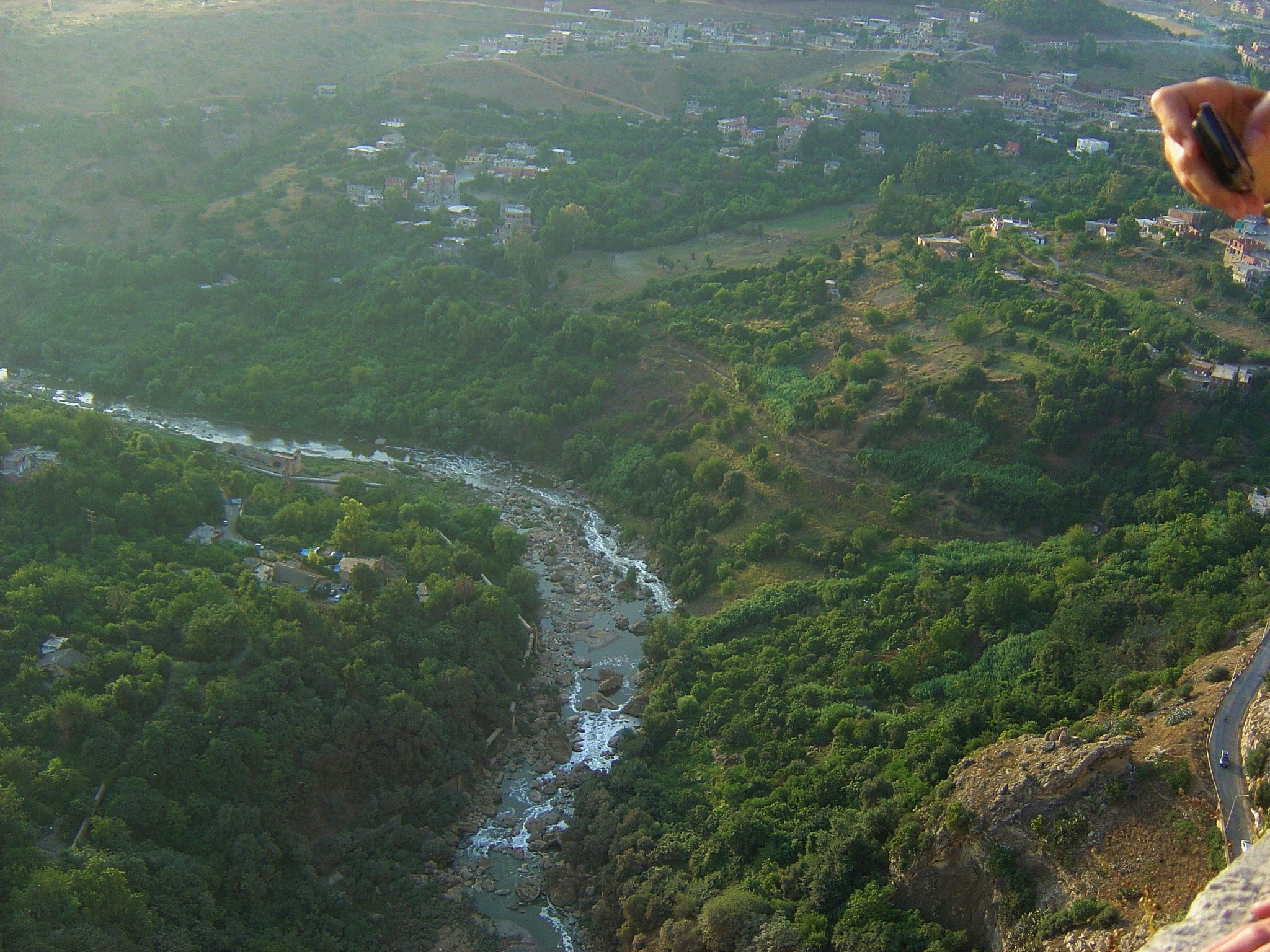
Vallée du Rhummel
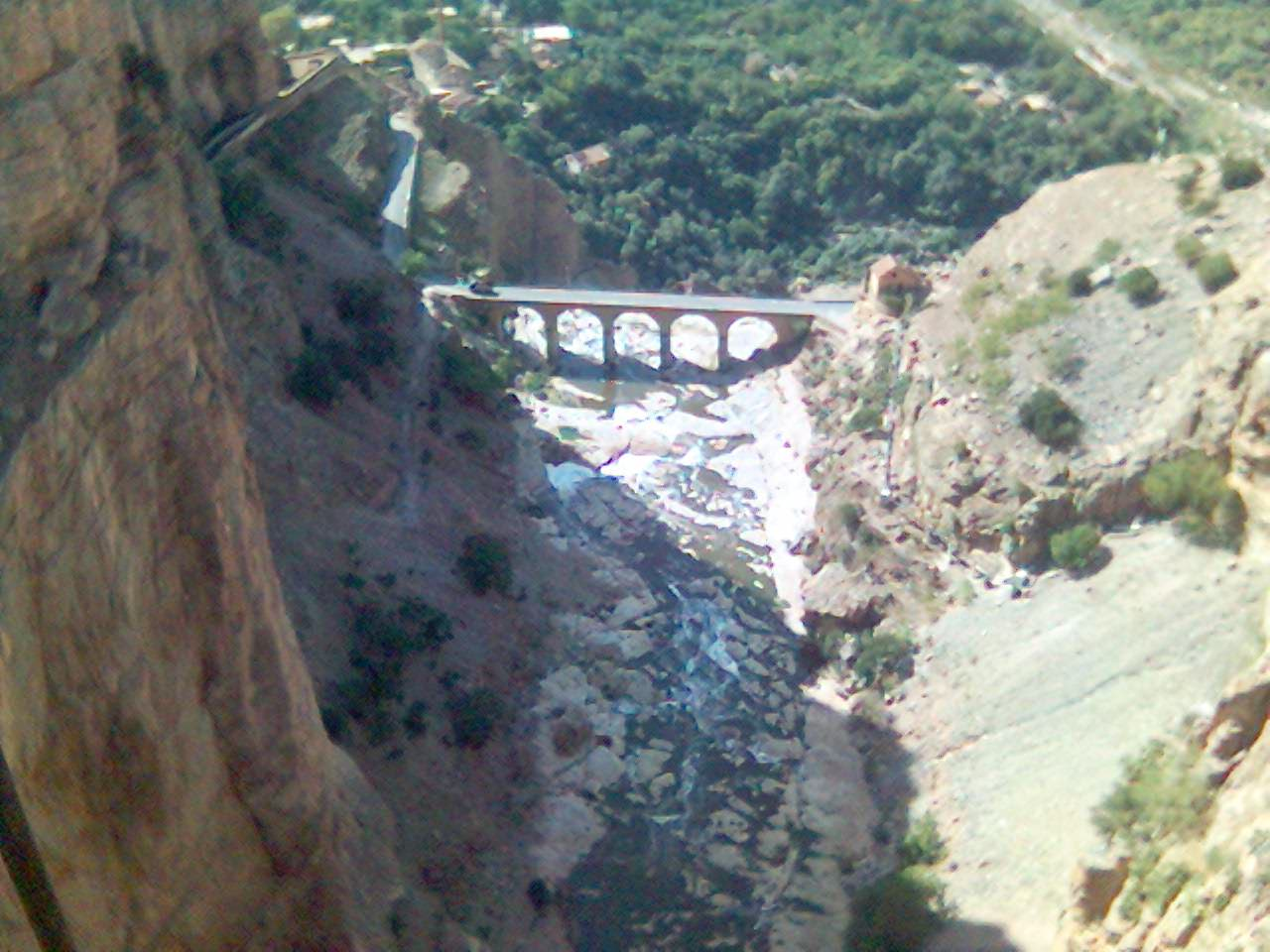
Pont des chutes à Constantine
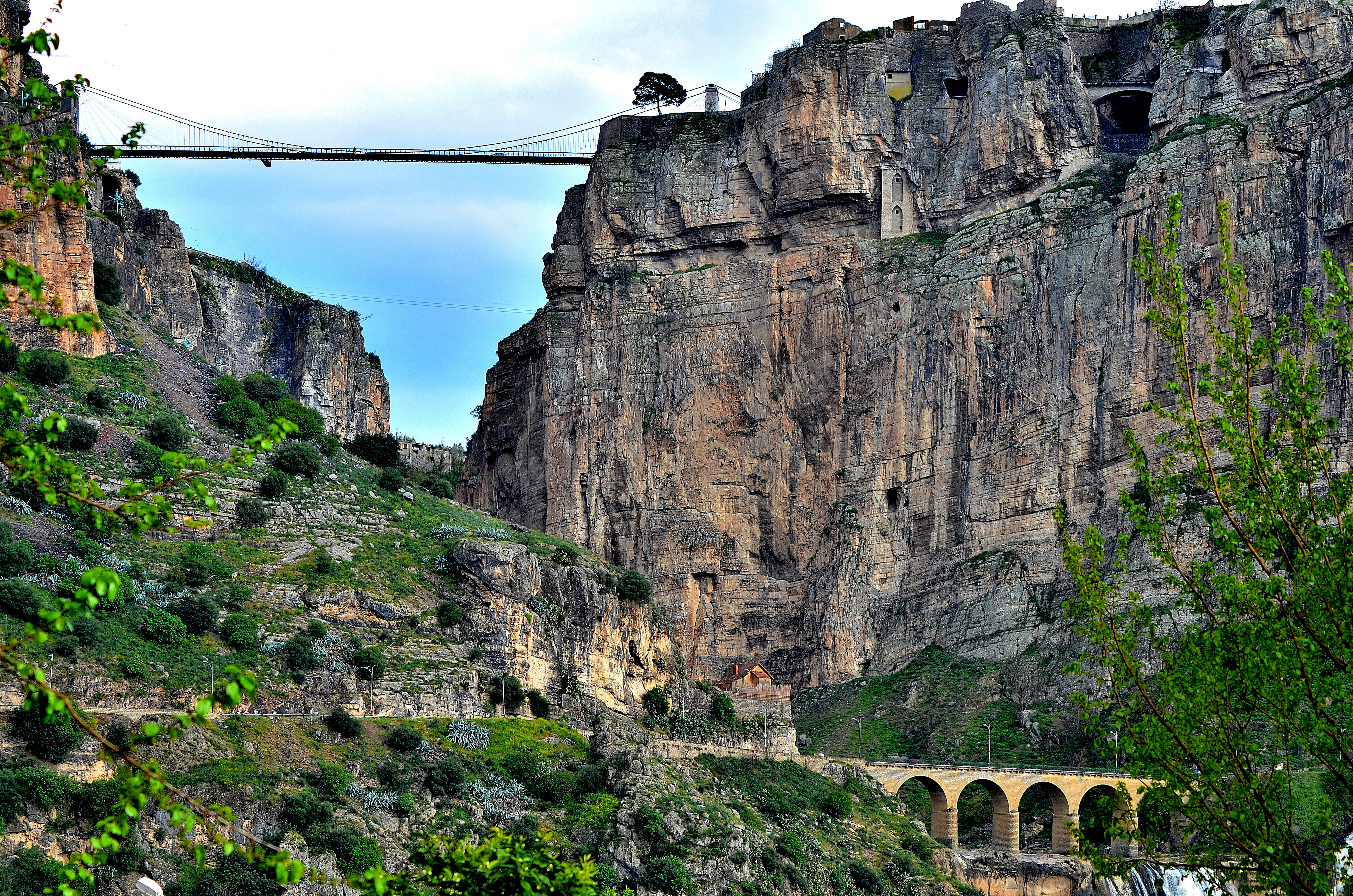
Gorges du Rhummel et ponts à Constantine
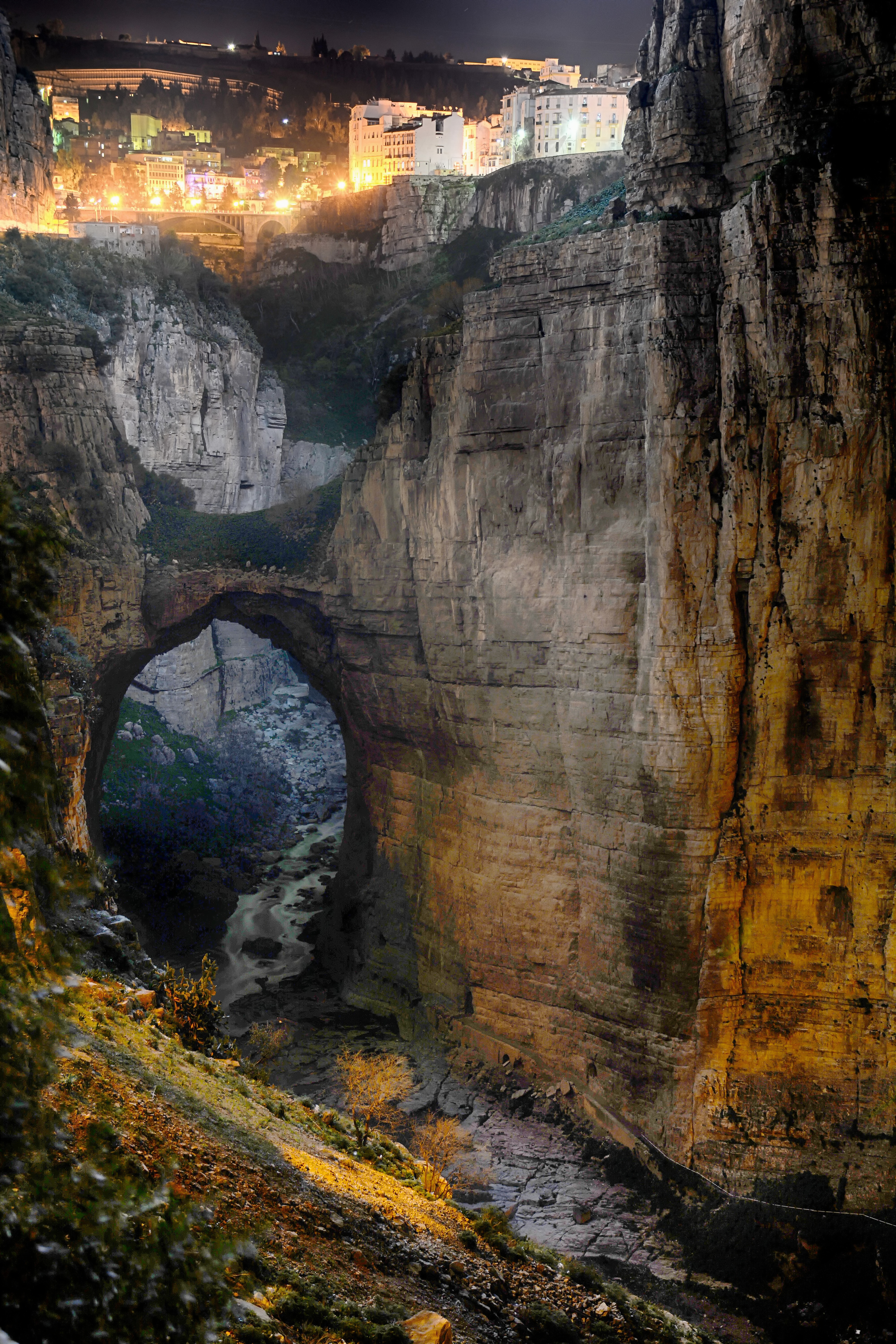
Les gorges du Rhummel de nuit

## Affluents

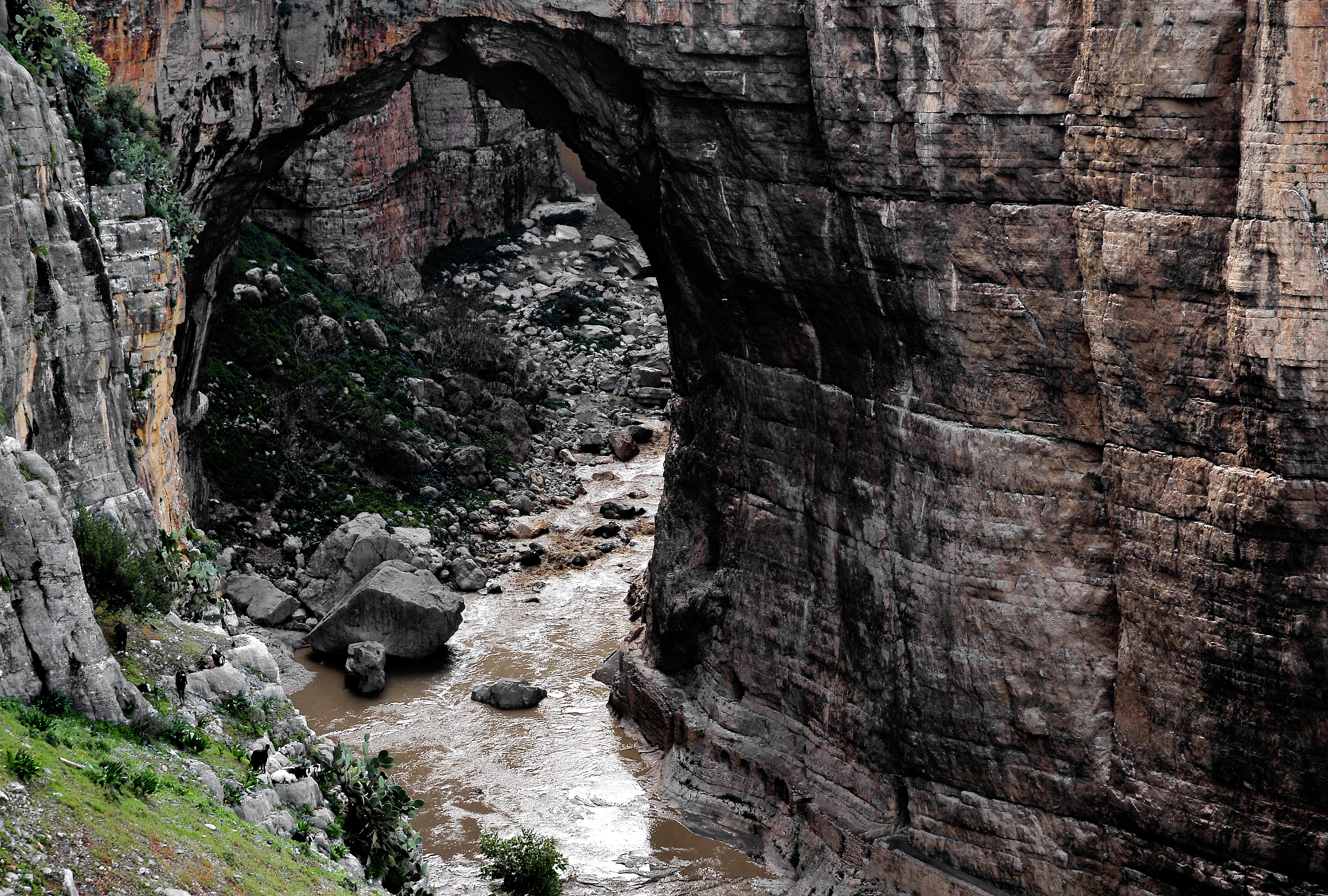
Il s'agit d'une formation rocheuse qui enjambe la gorge de la rivière Rhummel, créant ainsi un pont naturel.

Son principal affluent est l'oued-Boumerzoug qui prend sa source dans la région de Aïn M'lila dont les eaux sont largement utilisées pour l'irrigation, et l'important groupement thermal de Ain Fesguia situé vers la tête de la vallée. Il a été capté et alimente en eau potable la ville de Constantine, bâtie au confluent de Boumerzoug et du Rhummel.
Autre affluent, l'Oued Dekri, au niveau de la ville de Chelghoum Laïd, à 50 km au sud-ouest de Constantine, secteur où Héraud et Marill, ainsi que Joly de Brésillon, négociant, conseiller général et fondateur du journal Le Progrès de l'Est, reçurent chacun une concession d'une superficie de 2 000 hectares, par un décret du 16 décembre 1854 lors des tentatives de développement cotonnier.